# Sinatra 80th Live in Concert
Sinatra 80th Live in Concert è l'ultimo disco pubblicato dal cantante statunitense Frank Sinatra nel 1995, all'età di 80 anni. Ad esso precedono Duets e Duets II. Il disco contiene una serie di classici che hanno avuto più successo di tutti nella carriera di The Voice, quali ad esempio My Way, New York New York o Strangers in the Night. Il disco contiene in tutto 15 tracce cantate dal vivo in concerto, ma non in esibizioni datate 1995, bensì prese da due concerti del 1987 e 1988.

## Tracce
1. You Are the Sunshine of My Life
2. What Now My Love
3. My Heart Stood Still
4. What's New
5. For Once in My Life
6. If
7. In the Still of the Night
8. Soliloquy
9. Maybe This Time
10. Where or When
11. You Will Be My Music
12. Strangers in the Night
13. Angel Eyes
14. The Theme from New York New York
15. My Way